# Dobrohošť
Dobrohošť és un poble i municipi d'Eslovàquia que es troba a la regió de Trnava, a l'oest del país.

## Història
La primera menció escrita de la vila es remunta al 1238.

## Demografia
| Godina             | 1994 | 2004   | 2014    | 2024    |
| ------------------ | ---- | ------ | ------- | ------- |
| Nombre de persones | 381  | 371    | 457     | 529     |
| Diferència         |      | −2,62% | +23,18% | +15,75% |

| Godina             | 2023 | 2024   |
| ------------------ | ---- | ------ |
| Nombre de persones | 511  | 529    |
| Diferència         |      | +3,52% |